# Økoturisme
Økoturisme er en form for turisme der lægger vægt på naturen og miljøet. Det er vigtigt at man ikke forbruger mere end højest nødvendig. Recirkulering, genbrug og reduktion af forbruget er vigtige sider af økoturismen. 
Turisme har mange steder forbedret  de lokale indbyggeres levevilkår, men har også ofte forandret kultur og natur i en negativ retning. Som modvægt mod denne udvikling er der opstået en økoturisme, der skaber erhvervsmuligheder for lokalbefolkningen. Økoturisme kan bidrage med nødvendige økonomiske resurser til fattige samfund, uden at samfundet ændres til et turistsamfund, som man f.eks. møder i mange populære turistområder.